# The Vanguard Group
The Vanguard Group, Inc. er en amerikansk registered investment advisor der ligger i Malvern, Pennsylvania med omkring $7 bio. i aktiver investeret over hele verden i 2021. Det er den største udbyder af investeringsforeninger og den næststørste udbyder af exchange-traded funds (ETFs) i verden efter BlackRocks iShares. Udover disse to produkter tilbyder Vanguard lån med variabel og fast rente, uddannelseskonti, formueforvaltning og fond-service. Adskillige investeringsforeninger der drives af Vanguard er rangeret i toppen af amerikanske investeringsforeninger efter aktiver under administration. Sammen med BlackRock og State Street bliver Vanguard betragtet som en af de Big Three index fund managers, der dominerer i USA.
John C. Bogle er grundlægger og tidligere formand for Vanguard, og han bliver krediteret for at have skabt den første indeksfond, der var tilgængelig for individuelle investorer, og var en fortaler for investering med lave omkostninger for individuelle investorer, selvom Rex Sinquefield også er blevet krediteret for at have skabt den først indeksfonds, der åbnede for offentligheden få år efter Bogle.
Vanguard er ejet af fondene, som styres af firmaet, og den er derfor ejet af sine kunder. Vanguard tilbyder to typer fonde: investor shares og admiral shares. Admiral shares har lavere omkostninger, men kræver en højere minimumsinvestering, ofte mellem $3.000 og $100.000 per fond. Vanguards hovedkvarter ligger i Malvern, der er en forstad til Philadelphia. Selskabet har satellitkontorer i Charlotte, North Carolina og Scotsdale, Arizona. Derudover findes kontorer i Canada, Australien, Asien og Europa.